# Felix Zwayer
Felix Zwayer (Berlín, Alemania, 19 de mayo de 1981) es un árbitro de fútbol alemán de Berlín

## Trayectoria
Aparte de arbitrar de forma regular en el Bundesliga, ha dirigido partidos de la Liga Europa de la UEFA 2012-13 y del Campeonato Europeo de la UEFA Sub-19 2013.
El 21 de febrero de 2016, el entrenador del Bayer Leverkusen, Roger Schmidt fue expulsado por Zwayer en un partido contra Borussia Dortmund. Schmidt inicialmente no quería marcharse, causando que el árbitro fuera a suspender el partido. Después de ocho minutos se reanudó el partido sin Schmidt en el campo.

## Vida personal
Zwayer es un agente inmobiliario en Berlín.